# Michigantown
Michigantown – miasto w Stanach Zjednoczonych, w stanie Indiana, w hrabstwie Clinton.